# Kurt Heegner
Kurt Heegner (Berlim, 16 de dezembro de 1893 — Berlim, 2 de fevereiro de 1965) foi um engenheiro, físico e matemático alemão.
Foi especialista em engenharia de rádio e matemática. É conhecido por suas descobertas matemáticas em teoria dos números.
Em 1952 publicou o que ele afirmava ser a solução de um problema clássico proposto pelo grande matemático Carl Friedrich Gauss, o problema do número de classes 1, um problema significativo insolúvel a longo tempo em teoria dos números. O trabalho de Heegner não foi aceito por muitos anos, devido principalmente a equívocos no artigo. A prova de Heegner foi finalmente aceita como essencialmente correta em 1969, depois que Harold Stark, que chegou independentemente a uma prova similar, mostrou que a prova de Heegner era mais ou menos equivalente a sua própria, com somente uma pequena lacuna nela. Stark atribuiu o equívoco de Heegner ao fato de ele ter usado um livro de Heinrich Weber que continha alguns resultados com provas incompletas. Contudo, isto ocorreu quatro anos depois da morte de Heegner, que jamais viu sua prova amplamente aceita.